# Noriyuki Abe
Noriyuki Abe (阿部 記之 (formarmente 阿部 紀之) Abe Noriyuki?, 19 de julio, 1961) es un director, director de sonido, director de animación, creador de Guiones gráficos y supervisor de anime japonés. Es más conocido por trabajar con Studio Pierrot en series muy exitosas y conocidas como Great Teacher Onizuka, Flame of Recca, Yu Yu Hakusho o Bleach. En los años 1993 y 1994 ganó el premio Anime Grand Prix award.

## Trabajos
Noriyuki ha trabajado en numerosa series, algunas más conocidas que otras. Aquí está una lista con todas las series de anime que tuvo alguna participación.
- Arslan Senki (TV 2015) : Director del anime y especiales[1][2]
- Arslan Senki: Fūjin Ranbu (TV 2016): Director de la serie de anime[3][4]
- Bleach (TV) : Director del anime y también las películas que se han estrenado
- Boruto: Naruto Next Generations (TV) : Director en jefe, Codirector de los episodios.
- Chiisana Kyojin Microman (TV) : Director de la serie
- "Divine Gate (TV) : Director del anime
- Tantei Gakuen Q : Director, creador de Guion gráfico, Director de los episodios también
- Flame of Recca (TV) : Director, Director de los episodios
- Ghost Stories (TV) : Director, director del sonido
- Great Teacher Onizuka (TV) : Director, creador de Guion gráfico
- Gakkō no Kaidan (TV) : Director
- Hunter X Hunter (OVA 1998): Director de Episodio Piloto
- "Kuroshitsuji (TV) : Director de la tercera temporada (Book of Circus) y de la OVA (Book of Murder)
- Midori no Makibao (TV) : Director, Director de los episodios
- Ninku (TV) : Director, creador de Guion gráfico
- Ninku la película : Director, creador de Guion gráfico
- Norakuro-kun (TV) : Director de los episodios
- Ore wa Chokkaku (TV) : Director de los episodios
- Saber Marionette J to X (TV)
- Seikai no Senki series: creador de Guion gráfico
- Tokyo Mew Mew (TV) : Director
- YuYu Hakusho: Poltergeist Report : Supervisor
- YuYu Hakusho: la película : Director
- Yu Yu Hakusho (TV) : Director, creador de Guion gráfico, director de animación